# Три Оукс (Мичиген)
Три Оукс (енгл. Three Oaks) град је у америчкој савезној држави Мичиген.

## Демографија
По попису из 2010. године број становника је 1.622, што је 207 (-11,3%) становника мање него 2000. године.
| Група             | 2000.         | 2010.         |
| Белци             | 1.747 (95,5%) | 1.473 (90,8%) |
| Афроамериканци    | 17 (0,9%)     | 18 (1,1%)     |
| Азијати           | 2 (0,1%)      | 9 (0,6%)      |
| Хиспаноамериканци | 34 (1,9%)     | 71 (4,4%)     |
| Укупно            | 1.829         | 1.622         |